# Скитський генеалогічний міф

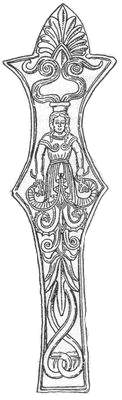
Зображення Змієногої богині на кінській пластині з Цимбалової могили

Скитський генеалогічний міф — епічний цикл скитської релігії, що детально описує походження скитів. Цей міф займав важливе місце в світогляді скитського суспільства і був популярний як серед скитів Північно-Причорноморського регіону, так і серед давніх елінів, які колонізували північні береги Понту Евксінського.

## Легенди
Відомо п’ять варіантів скитського генеалогічного міфу, що були записані греко-римськими авторами.
Геродот Галікарнаський записав два варіанти міфу, і згідно з його першою версією, за тисячу років до того, як скити були захоплені персами в 513 році до н.е. у скитського бога неба Папая) і доньки Бористена скитської богині землі Апі) народився син Таргитай. В свою чергу, той мав трьох синів, кожен з яких правив окремою частиною королівства, на ім’я:
- Ліпоксай
- Арпоксай
- Колаксай

Коли брати виросли, одного разу вони побачили як три золоті предмети — бойова сокира, плуг із ярмом і фіала — впали з неба, і кожен з братів по черзі намагався взяти їх, але коли Ліпоксай і Арпоксай спробували це зробити, предмети охопило полум’ям; в той час коли Колаксай спробував взяти їх, полум'я згасло. Таким чином Колаксайс став хранителем цього священного золота, а інші два брати підтвердили, що він має стати верховним володарем і правителем королівських скитів, в той час як вони будуть правити двома іншими гілками скитів (орачів і скотоводів).

Колаксай, у свою чергу, мав трьох синів, кожен з яких правив частиною Скитського королівства.

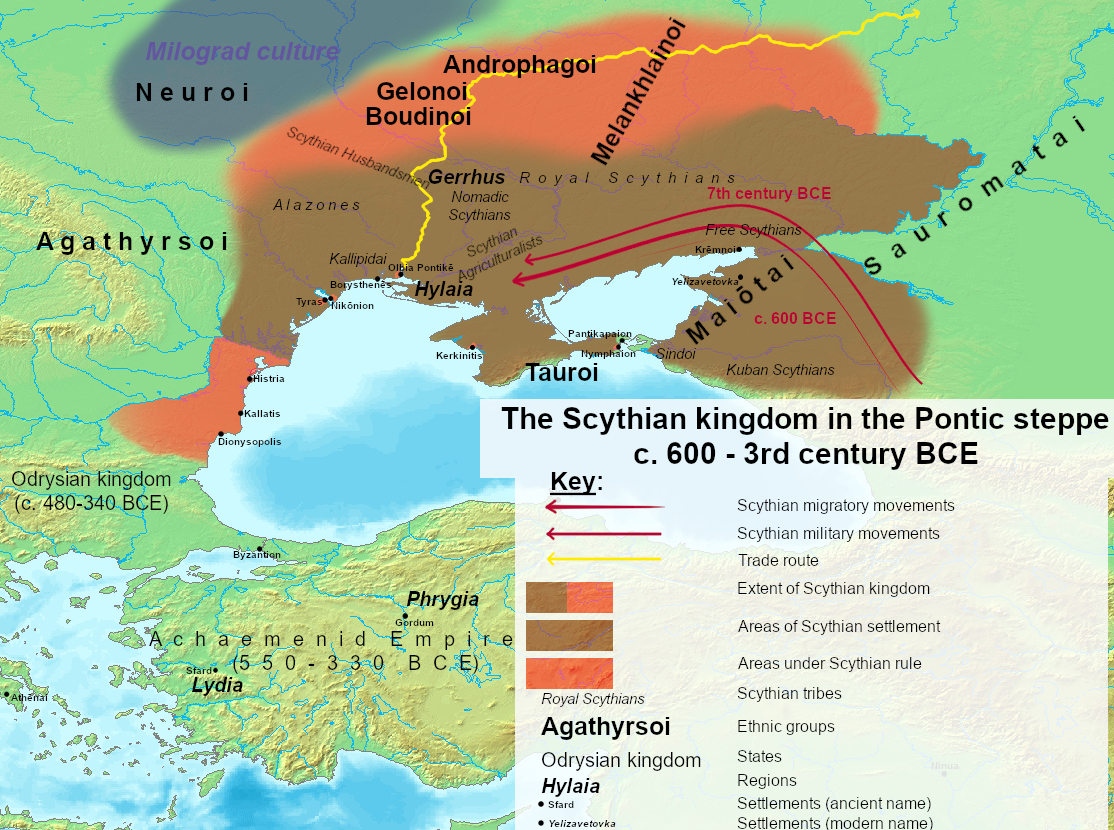
Мапа племен Скитії

Згідно з другою версією міфу, записаною Геродотом, Геракл прибув до безлюдної Скитії з худобою Геріона. Через надзвичайно холодну погоду Геракл накрився левовою шкурою і заснув. Коли Геракл прокинувся, він виявив, що його худоба зникла, і він шукав їх, поки не прибув у великий ліс в країні Гілея, де в печері він знайшов діву-змію, яка відкрила йому, що вона володарка цієї країни, і що вона зберегла худобу Геракла, яких вона погодилася повернути, після того як він розділить з нею ліжко. Від цього союзу народилося троє синів: 
- Агатирс
- Гелон
- Скит

Перед тим, як Геракл покинув Скитію, діва-змія запитала його, що робити, коли хлопці досягнуть повноліття, і він дав їй свій пояс і один із двох своїх луків і сказав, що кожному з них слід доручити натягнути тятиву та одягнути пояс. Хто досягне успіху, буде тим, хто правитиме землею своєї матері, а ті, хто провалить випробування, будуть вигнані. Коли настав час іспиту, лише молодший із синів, Скит зміг його звершити, і став правити країною матері, був предком скиті і їхнім першим правителем, а всі наступні скитські царі вважали, що походять від нього. Агатирс і Гелон, які були вигнані, стали предками агатирсів та гелонів.
Третій варіант міфу, записаний Гаєм Валерієм Флакком, описує скитів як нащадків Колаксая, який сам був сином бога «Юпітера» від німфи-напівзмії на ім'я Гора.

Версія міфу, записана Гаєм Валерієм Флакком, припускає, що перша версія скитського генеалогічного міфу Геродота могла закінчуватися вбивством Ліпоксая та Арпоксая Колаксаєм.
Четвертий варіант міфу, записаний Діодором Сицилійським, називає Скита першим скіфом і першим правителем, й описує його як сина «Зевса» та діви, яка народилася на землі з гадюкою.
П'ята версія міфу, записана в Tabula Albana, зафіксувала, що після того, як Геракл переміг річкового бога Аракса, в нього народились двоє синів від жінки Єхидни, яких назвали Агатирс і Скит, які стали предками скіфів.
З двох версій генеалогічного міфу, записаних Геродотом, перша більш найближча до скитського оригіналу, тоді як друга більш елінізована версія, що адаптована відповідно до давньо грецьких міфологічних канонів.
Деякі регіональні варіації генеалогічного міфу Скитії розповідають, що місце дії міфу відбувалось біля гирла річки Тирас (Дністер), та в місті Тирас, яке спочатку називалося «наповненим зміями».
Міф про золоті предмети, що впали з неба, також був присутній в інших скитських міфах, а також у племен саків.

## Особи
Риси матері збігаються в багатьох версіях генеалогічного міфу та включають те, що вона була донькою або річкового бога, або Землі та мешкала в печері, а також вона була напівжінкою-напівзмією. В інших міфах скитська праматір також була богинею, що пов'язана з землею або зміями. В скитських міфах Змієнога Богиня була первісною прародителькою людства, яка заснувала династію правителів.
Зміїний аспект богині пов’язаний зі символікою землі, родючості, з підземним світом, оновленням, процвітанням, відродженням. Змієнога богиня також була жіночим божеством, берегинею домашнього добробуту. В той же час вони були волелюбні, незалежні й самі обирали собі партнера.
Ототожнення батька Змієногої богині з річковим богом Бористеном відповідає неміфологічному походженню скитів, записаному Геродотом із Галікарнасу.
Античний поет Гесіод в «Теогонії» згадує легенду, де він порівнює Змієногу Богиню з особою Єхидни. У розповіді Гесіода Єхидна була німфою-змією, яка жила в печері далеко від будь-яких заселених земель, а бог Таргитава, прирівняний до Геракла, убив двох її дітей, а саме Гідру з Лерни та Лева з Немеї. Таким чином, у цій історії Геракл виступав як знищувач попередніх первісних богів, які існували на тих землях.
Особа «Геракла» у другій версії легенди Геродота та версії генеалогічного міфу Tabula Albana — це не грецький герой Heraklēs, а скитський бог Таргитай, який з’являється в інших записаних варіантах генеалогічного міфу під іменем Таргитаос або Скит як син «Зевса» (скитського Небесного Батька Папая), і був уособлений елінами з Північних берегів Чорного моря з легендарним Гераклом через його важливу роль у основоположних міфах еладських колоністів у всьому Середземноморському та Чорноморському басейнах.
Прибуття «Геракла» в безлюдну Скитію відповідає міфічному мотиву завоювання "порожньої землі" відважним загарбником, а викрадення його худоби дівою-змієм — відповідає фактам спротиву місцевого населення, що залишились в скитській міфології. Регіональна версія про його перемогу над річковим богом Араксом у версії Tabula Albana є еллінізованими версіями оригінального скитського міфу, що зображує міфологічну тему існування давнього Батька Бористена, представника первісних сил, що створюють космічний порядок.
Еллінізований міф про діяння Таргитави в Скитії записаний в «Аргонавтиці Орфея», де згадується титан-викрадач худоби, який їздив верхи на биках, якому ототожнювали Таргитаву, і який створив Кімерійський Боспор, прорізавши прохід із Меотійського болота.
Народи Скитії вірили, що Таргитава залишив відбиток ноги довжиною в два лікті на території Тирагет , в районі середньої річки Тирас, який місцеві мешканці цієї області з гордістю демонстрували. Оскільки лише боги могли залишати сліди на твердій скелі, цей слід вважався знаком божественного захисту і прав на ці землі.
Поселенці Південній Скіфії (в полісах на берегах Північного Причорномор'я) ототожнювати Таргитаву з Ахіллом Понтархесом («Ахілл, володар Понтійського моря»), який також був батьком трьох синів від Змієногої богині.
Особа Папая або Бога-Творця розповідає про первісний стан землі Скитії, яка була необробленою, коли Таргитава вперше прибув туди. Скити походять від Небесного Отця Папая, або безпосередньо, або через його сина Таргитая, і Змієногій Богині, пов’язаної з Артімпасою. 

Цей міф представляє потрійний поділ Всесвіту на небо, землю і підземний світ, а також поділ скитського суспільства на стани воїнів, жерців і землеробів. У міфі простежується мотив первісного стану землі, яка була неродюча до того, як перший володар нарешті поклав край цьому стану хаосу, розпочавши обробіток землі й завівши практику сільського господарства.
Особи трьох синів Таргитая первісно мали значення 
- Липоксай - «володар сяйва», у значенні «володар сонця» або «володар небес».
- Арпоксай - «володар вмілих» («трудящих»), а також «володар повітряного простору».
- Колаксай - «володар із сокирою» («молотом»), «володар із скіпетром», «володар-громовержець» і «володар-коваль», причому останній означає «правлячий цар» «нижнього світу».

Ще одним проявом Арпоксая було «володарі пасовищ для худоби». 

А Колаксай вважається предком паралатів, також відомих як королівські скити. Ім’я Paralāta було спорідненим з авестійським титулом Paraδāta, що означає «перший створений». Цей поділ схожий з ведичним, що поділяв суспільства індійських народів на брахманів, військову аристократію кшатріїв, до якої належали воїни та королі, і звичайних членів громади. Таким чином, три сини Таргитави були предками різних соціальних класів скитського суспільства, які також представляли три рівні Космосу: верхнє небесне царство, середню сферу повітряного простору та нижній земний світ, причому центральний син представляв повітряний простір, що з’єднує два інших, що також відповідає ролям Небесного Батька Папая, Матері Землі та Води Апі та їх дитини, Таргитая, тобто повітряного простіру.
Скитський король Ідантирс заявив, що Папай є своїм предком. Згідно з записами Гая Валерія Флаккома, Колаксай  та його воїни прикрашали свої щити «вогнем, розділеним на три частини» - спалахом блискавок і зображеннями червоних крил. Нащадки Липоксая були священниками, і носили білу пов’язку на голові, яка тричі обгортала голову і кінці якої звисали назад.
Третю частину скитської класової системи становили катіорії і траспії, тобто орачі-землероби,а також ті що пов'язані з великою рогатою худобою і конярі-пастухи. 

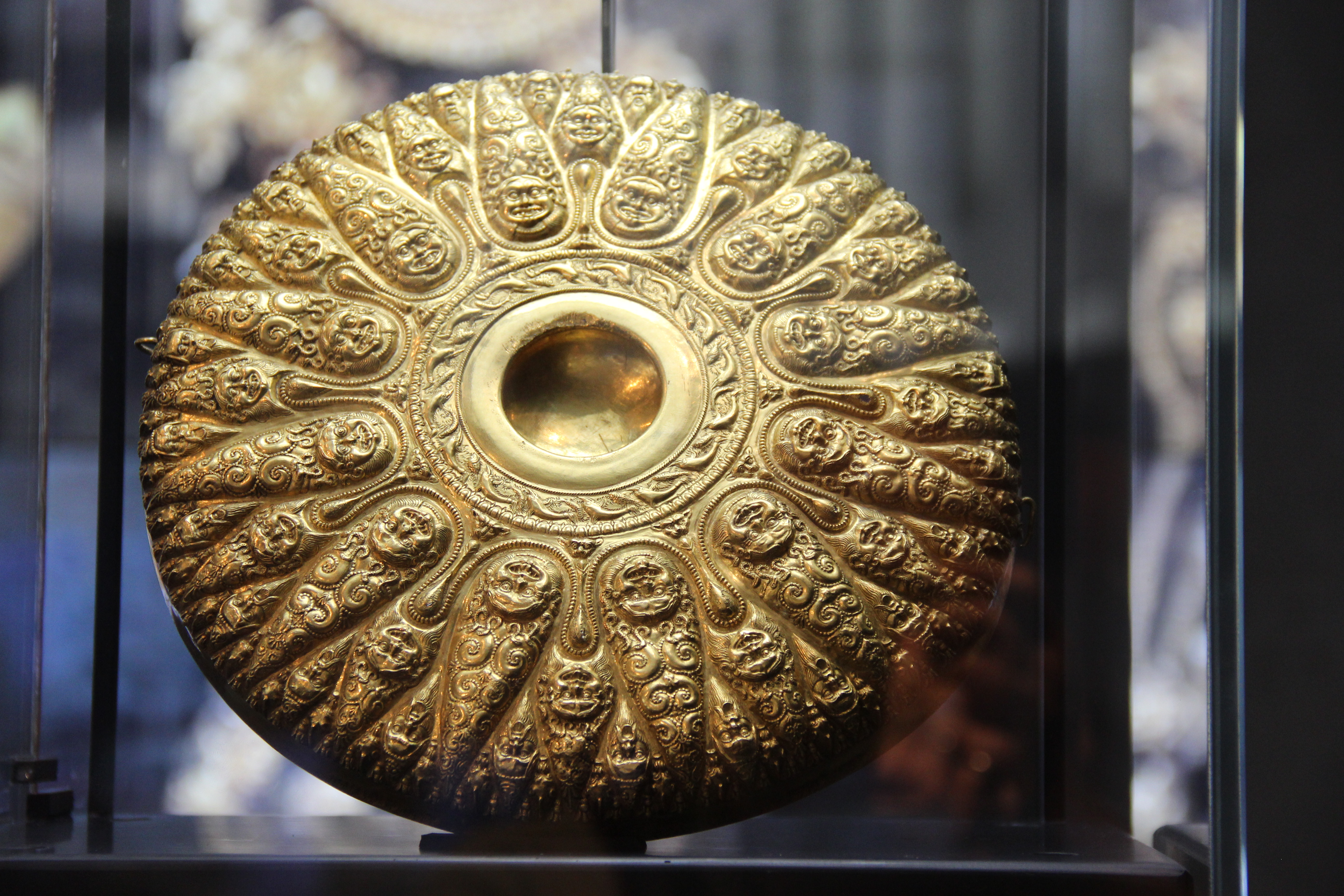
Скитська золота чаша з Криму, 4 ст. до н.е.

Три золоті предмети, які впали з неба, також символізували три різні класи скитів: 
- бойова сокира або молот представляє воїна-аристократію; вона також функціонувала як королівський скіпетр, жезл.
- чаша або фіала, використовувана під час релігійних ритуалів і приготування хаоми, представляє клас священників.
- плуг, використовувався орачами для обробітку полів, а ярмо, пов'язане зі скотарством.

Золоті предмети були вогнями трьох класів скитів, причому триєдність скитських гестіаїв представляла первісну вогняну богиню Тапиті.
Хоча кожен із трьох золотих предметів відповідав одному з трьох шарів скитської класової структури, той факт, що всі вони потрапили у володіння Колаксая та його нащадків, означав, що його старші брати були підпорядковані правителю, як і два інші скитські суспільні стани.
Плуг, ярмо і чаша, хоч і представляли хліборобські та жрецькі атрибути, в цілому були символами монаршої влади, які використовувалися в обрядах коронації скитського правителя, в яких є пералелі з церемонії посвячення індійського раджасуя. Падіння трьох предметів з неба також були міфом про передачу влади від старшого покоління богів до нового покоління на землі, подібно до того, як влада була передана від Урана в античній релігії та Варуни у ведичній релігії. 

Крім того, дар небес являв собою прояв божественного походження (благословення) монаршої влади скитських правителів і близькість до богині Тапиті, що була пов’язана з Хварною, таким чином володіння її гестіаями забезпечувало Колаксаю та його нащадкам статус, яки перетворює короля на священну фігуру та своєрідне божество, яке іноді вважалося братом Сонця. Серед скитських народів це уявлення про асоціацію Сонця з монаршою владою було засвідчено масагетською практикою принесення коней в жертву богу Сонця. Важливість Khvarena серед багатьох скитів підтверджується тим фактом, що це найпоширеніший елемент серед записаних скито-сарматських імен у регіоні Понтійського степу.
Більш ширше, скитський генеалогічний міф був варіантом давньої індоєвропейської традиції, згідно з якою правляча династія і сама нація, народилися з союз німфи-змії та мандрівного героя, який шукав своїх коней. А гестії Тапиті були фізичними проявами хварни, охоронялися королями, узаконювала їх владу як благословенну небесами. Таким чином, скитська концепція хварни була тристоронньою, і всі її три компоненти належали монарху; хоча вони могли залишити правителя, якщо він ставав негідним їх. Окрім вогню, проявом хварни вважалось золото. Як наслідок, скитські правителі оточували себе золотом, яке мало допомогти їм зберегти їх хварну, тому вони використовували лише золоті чаші, які символізували роль священників царської влади. Через це всі чаші та інші речі, поміщені в поховання найдавніших скитських правителів були виготовлені із золота.
Ці три небесні символи, не лише давали право правити, вони також представляли роль короля як правитель усього суспільства, будучи головним воїном, головний священиклм і головний землероб, з усіма трьома головними соціальними ролями, об’єднаними в ньому.
Легенда про Пала та Напа переказана Діодором Сицилійським, розповідає про них як про синів Скита та вони можуть сприйматися родоначальниками соціальних класів: 
- Пал - відповідає класу воїнів Паралатів, а також палам.
- Нап - відповідали землеробам і скотарям, а також напам.

Пліній Старший записав скитський міф, згідно з яким боротьба між палоями та напами призвела до знищення останніх першими, що може символізувати встановлення верховенства класу воїнів над класом трударів. У цьому міфі згадуються лише ці двакласи, оскільки клас жерців був повністю підпорядкований аристократії воїнів.

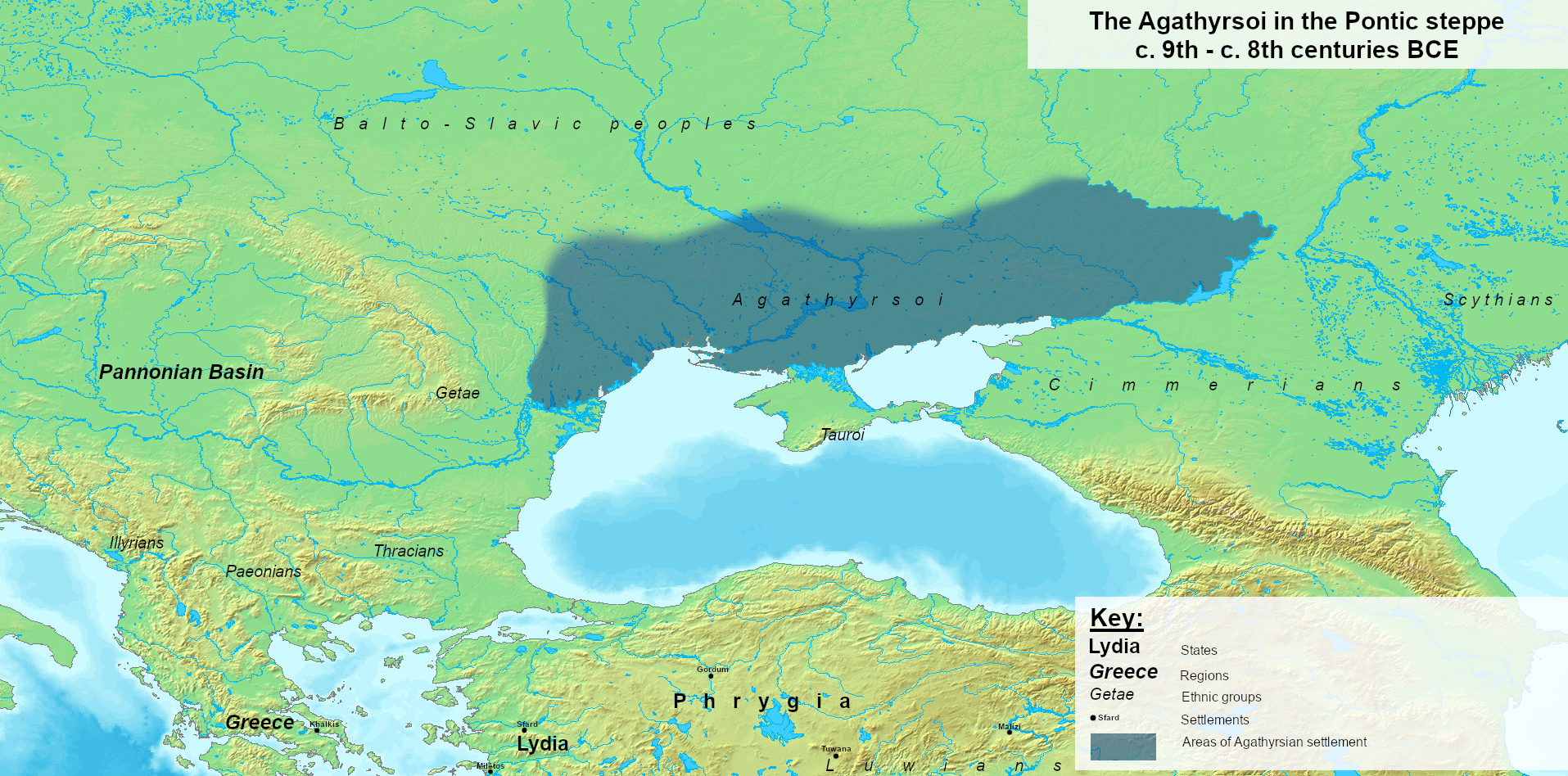
Розселення агатирсів в Понтійському степу

Сини Колаксая є частиною скитського генеалогічного міфу та стають першими спадкоємцями монаршої династії скитів, що має божествене походження. Онуки Таргитая, першої людини, народженої від союзу Небесного Батька та Матері-Землі й Води, представляли споконвічну єдність. Після того як три сини Таргитая заснували кожен окреме плем’я, і три класи суспільства, нашадки Колаксая стали хранителями трьох золотих предметів - символів монаршої влади, які є легітимізуючим джерелом їх правління. Таким чином, уособленням первісної єдності серед скитів були ці правителі-жерці.
Поділ скитської держави між трьома синами Колаксая переніс скитську потрійну космологічну структуру та соціальну структуру, що складається з трьох класів, на їх державний інститут, а отже, також пояснив поділ Скитії на три царства, верховним правителем яких був представник "королівських скитів". Таким чином, Скитією правили три правителі, один з яких був верховним, що охороняв гестіаї Тапатії. 

Ця потрійна влада є структурою, історично підтвердженою в розповіді Геродота про скитську кампанію Перського імператора Дарія I, коли скитами правили три правителі, а саме Ідантирс, Скопасій і Таксакій, причому Ідантирс був верховним монархом скитів, а Скопасій і Таксакій були його співправителями.
Також три сини Колаксая уособлювали потрійний поділ скитів на три племінні групи: королівських скитів, скитів-скотоводів і скитів-землеробів.
Згідно зі згадками у парфенії Алкмана присвяченій Артеміді Ортії або Діоскурам, їдеться про легендарного коня Колаксая вогняної природи, що мав білу попону. Цього коня можна вважати предком усіх бойових коней.
Крім того, відповідно до однієї з версій генеалогічного міфу, між синами Таргитая можуть бути проведені наступні аналогії:
- Агатирс, що був предком пленем агатирсів, відповідає Липоксаю
- Гелон, що був предком племен гелонів, відповідає Арпоксаю
- Скит, що був предком власне королівських скитів, відповідає Колаксаю.

З часом давні скитські міфі зазнали процесу елінізації, якому сприяли колоністи Північно-Чорноморських полісів, й поступово скити самі почали називати себе нащадками Геракла, як і правителі Македонії. Це історично засвідчено тим фактом, що македонський монарх Пилип II попросив дозволу у скитського правителя Атея встановити статую Гераклу в гирлі Дунаю.